# 平安大樓
平安大樓（The Uptown Mansion），是上海市的一座历史建筑，位于静安区南京西路1191-1205号，高8层，竣工于1925年。该建筑的一、二层原在1939年曾设有美商雷電華影片公司投資開設的电影院平安大戏院（Uptown Theater）。